# 25822 Carolinejune
25822 Carolinejune è un asteroide della fascia principale. Scoperto nel 2000, presenta un'orbita caratterizzata da un semiasse maggiore pari a 3,1492514 UA e da un'eccentricità di 0,1314069, inclinata di 1,95399° rispetto all'eclittica.